# Little Evil
Little Evil es una película de comedia de terror de Netflix dirigida por Eli Craig. Se estrenó el 1 de septiembre de 2017.

## Reparto
- Adam Scott como Gary Bloom.
- Evangeline Lilly como Samantha Bloom.
- Owen Atlas como Lucas.
- Bridget Everett como Al.
- Clancy Brown como Reverend Gospel.
- Sally Field como Miss Shaylock.
- Kyle Bornheimer como Victor.
- Chris D'Elia como Wayne.
- Donald Faison como Larry.
- Carla Gallo como Wendy.
- Tyler Labine como Karl C. Miller
- Brad Williams como Gozamel.